# Furcifer minor
Furcifer minor (Günther, 1879) è un sauro della famiglia Chamaeleonidae, endemico del Madagascar.

## Descrizione

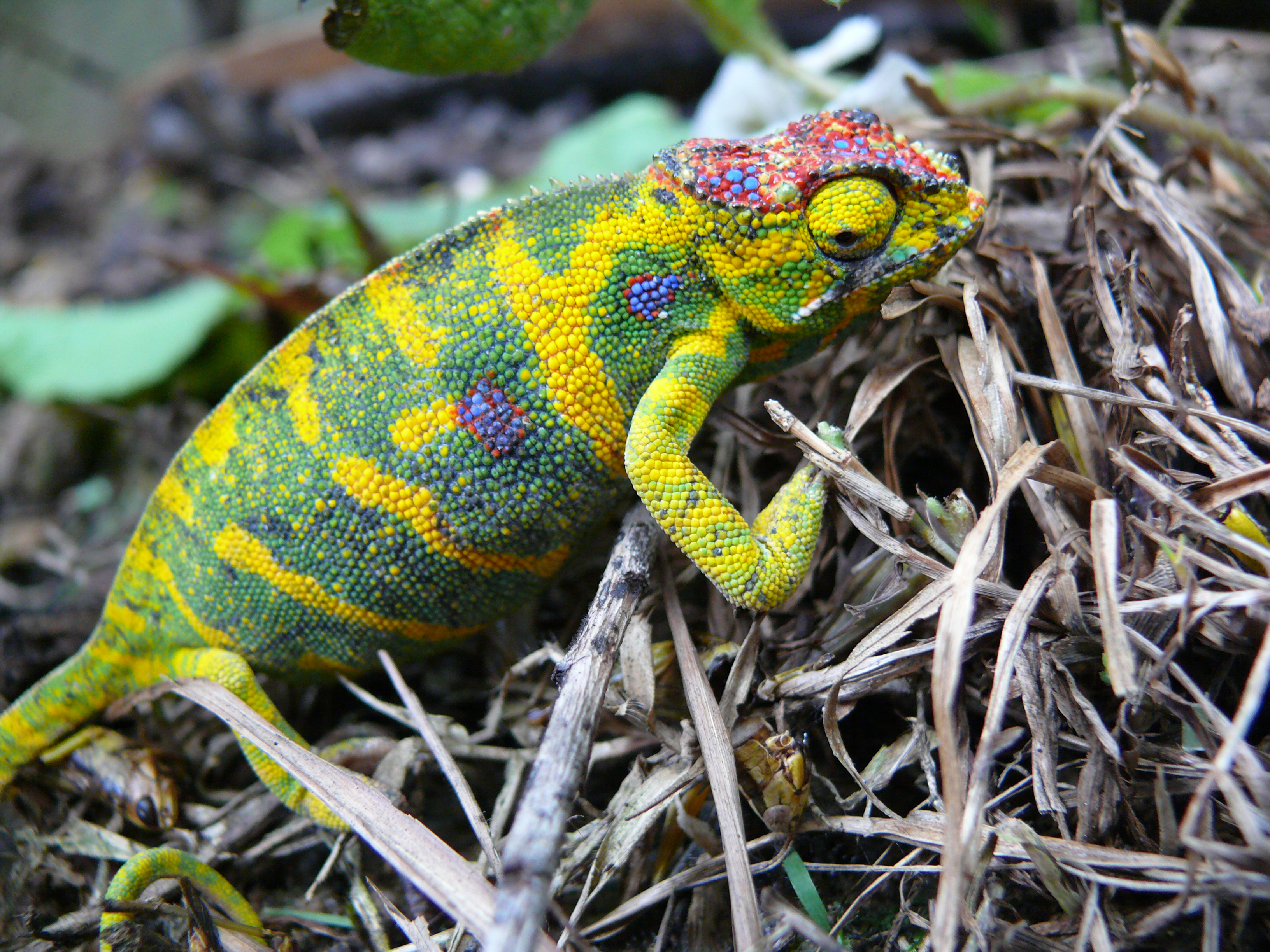
Femmina

Le femmine non sono più grandi di 16 centimetri, mentre i maschi raggiungono anche i 24 centimetri.
Diversamente dalla maggior parte dei camaleonti, è la femmina ad avere i colori più vivaci; quando è gestante essa presenta una livrea con un motivo a bande verdi e gialle, con chiazze violette e rossastre sul petto, mentre la mandibola è rossa. Normalmente è invece di color giallastro. Il maschio presenta invece diverse sfumature di marrone, nero e bianco ed un motivo di color arancione-rossastro. Il maschio possiede inoltre una protuberanza sul capo.

## Biologia

### Comportamento
Conduce una vita solitaria, da predatore opportunista, mostrando aggressività verso gli altri esemplari della sua specie.

### Riproduzione
F. minor è oviparo e depone dalle 6 alle 14 uova per covata. In cattività depone, di norma, una covata all'anno, tuttavia in alcune occasioni si sono registrate anche 3 covate in un singolo anno. L'uovo misura dai 7 ai 12 millimetri e richiede tra gli 8 ed i 9 mesi di incubazione, alla temperatura costante di 23 °C. La maturità sessuale viene raggiunta ad un'età compresa tra i 5 e gli 8 mesi. In seguito all'accoppiamento i colori della femmina si fanno più accesi e questa diventa estremamente aggressiva nei confronti degli individui del sesso opposto. La gestazione dura dai 2 ai 3 mesi. Talvolta durante la prima covata la femmina muore a causa della ritenzione dell'uovo.

## Distribuzione e habitat
Il camaleonte minore abita principalmente le foreste di Tapia, dal clima secco, dove la specie predominante è Uapaca bojeri, oltre che alle zone montane umide del Madagascar, ad altitudini comprese tra i 1000 ed i 1650 metri s.l.m.. Ha inoltre colonizzato pascoli e piantagioni di cacao e caffè. Il suo habitat originario è oggi frammentato in più parti, divise da zone di inospitale savana.

## Conservazione
La Lista rossa IUCN classifica Furcifer minor come specie in pericolo di estinzione (Endangered).
La specie è minacciata dalla distruzione del suo habitat, conseguente all'estrazione di quarzo e tormalina, al disboscamento e all'espansione delle coltivazioni. Furcifer minor sembrerebbe dare segnali di adattamento alla perdita del suo ambiente naturale, tuttavia mancano le informazioni necessarie al fine di stabilire se i nuovi habitat possano o meno consentirne la riproduzione. Un'altra minaccia, seppur minore, è inoltre costituita dal prelievo degli esemplari nella zona di Itremo, per commerciarli come animali da compagnia. Nel 1994 la CITES rese noto che 1257 esemplari erano stati esportati dal Madagascar e messi in commercio sui mercati occidentali, per poi metterne al bando l'esportazione lo stesso anno; il commercio è ora soggetto a restrizioni per favorire la sopravvivenza della specie. Attualmente si sta procedendo ad istituire un'area protetta attorno a parte del suo areale presso Itremo.